# Atlantic-Haus
Das Atlantic-Haus ist ein 2007 fertiggestelltes und 88 m hohes Büro- und Gewerbegebäude im Hamburger Stadtteil St. Pauli.

## Lage
Das Atlantic-Haus befindet sich im südlichen Bereich des Hamburger Stadtteils St. Pauli in unmittelbarer Nähe zum Hotel Hafen Hamburg und den Tanzenden Türmen. Eine Besonderheit des Atlantic-Hauses sind die Anschriften des Gebäudes. Der östliche Eingang hat die Anschrift Bernhard-Nocht-Straße 113, der westliche Eingang Zirkusweg 1 und der nördliche Eingang Zirkusweg 3. Mieter des Hauses können die Postanschrift frei wählen.

## Geschichte

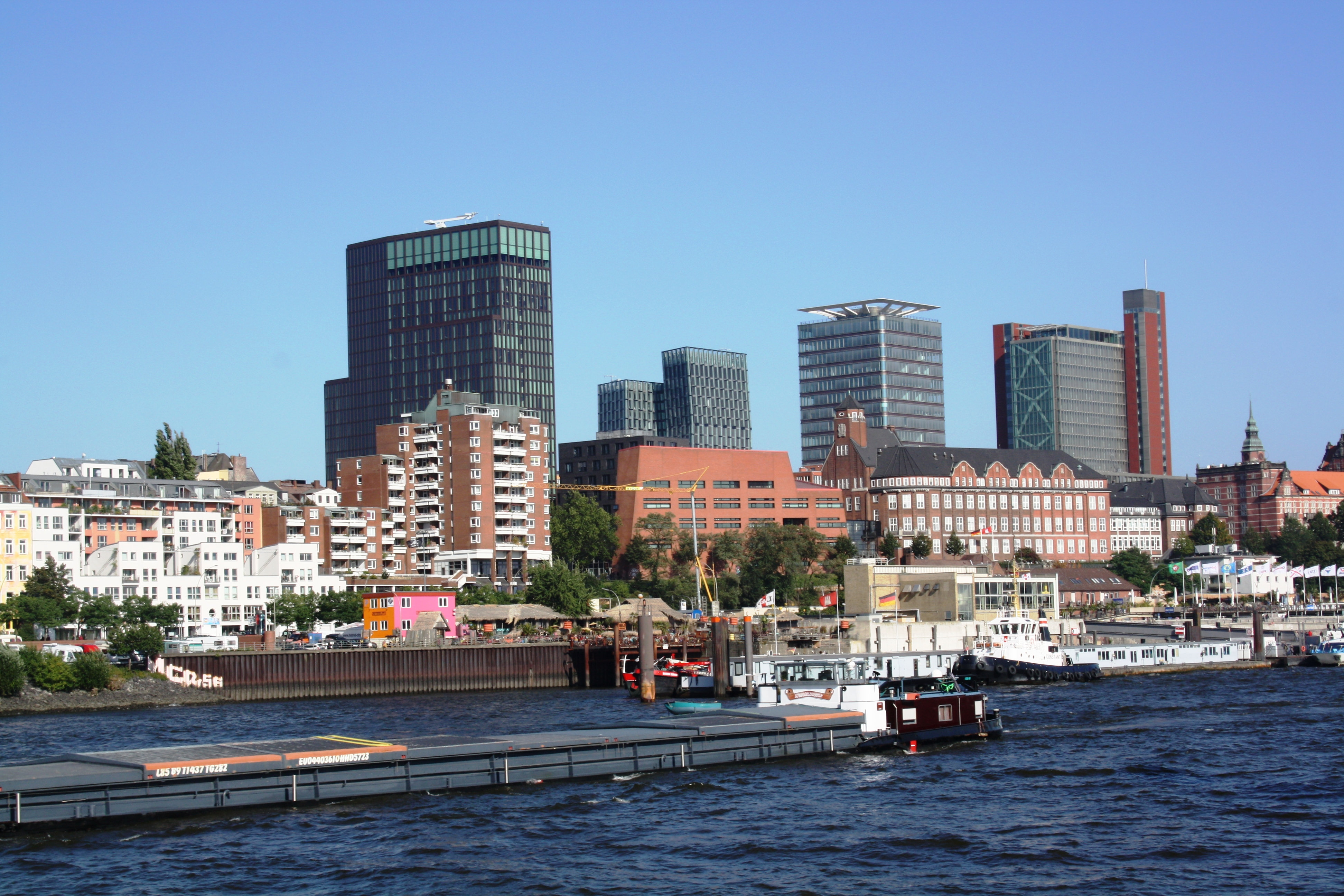
Die Neue Skyline von Hamburg

Das Atlantic-Haus wurde zusammen mit dem Empire Riverside Hotel und dem Neuen Astra-Turm auf dem alten Bavaria-Gelände gebaut. Diese drei Gebäude bilden seit 2007 die neue Skyline hinter den St. Pauli-Landungsbrücken.

## Gebäude
Das Gebäude ist 34.000 m² groß und besitzt 420 Tiefgaragenstellplätze. Der Bau des Gebäudes hat circa 100 Millionen Euro gekostet und wurde von den Bauherren Quantum Immobilien AG und der HSH N Real Estate AG finanziert.